# Andrezel
Andrezel [ɑ̃dʁəzɛl] ist eine französische Gemeinde mit 324 Einwohnern (Stand 1. Januar 2022) im Département Seine-et-Marne in der Region Île-de-France. Sie gehört zum Arrondissement  Melun und zum Kanton Nangis.

## Bevölkerungsentwicklung
| Jahr      | 1962 | 1968 | 1975 | 1982 | 1990 | 1999 | 2007 |
| Einwohner | 229  | 230  | 282  | 243  | 358  | 365  | 317  |

## Persönlichkeiten
- Simon de Brion († 1285), Papst Martin IV., geboren auf dem Bauernhof Mainpincien in Andrezel
- Jean de Viole (1480–1532), Marquis de Soyécourt, Seigneur d'Aigremont, d’Andrezel, de Poissy et de Maisons
- Antoine Hercule Picon, Seigneur et Vicomte d'Andrezel, ⚭ 1662 Marguerite-Aimée de Villedot, Tochter von Michel Villedo, einem der Architekten von Schloss Vaux-le-Vicomte
- Jean-Baptiste Louis Picon († 1727), deren Sohn, Seigneur d’Andrezel, de La Mothe, de Saint Méry, de Monginot etc, Vicomte d’Andrezel

## Sehenswürdigkeiten

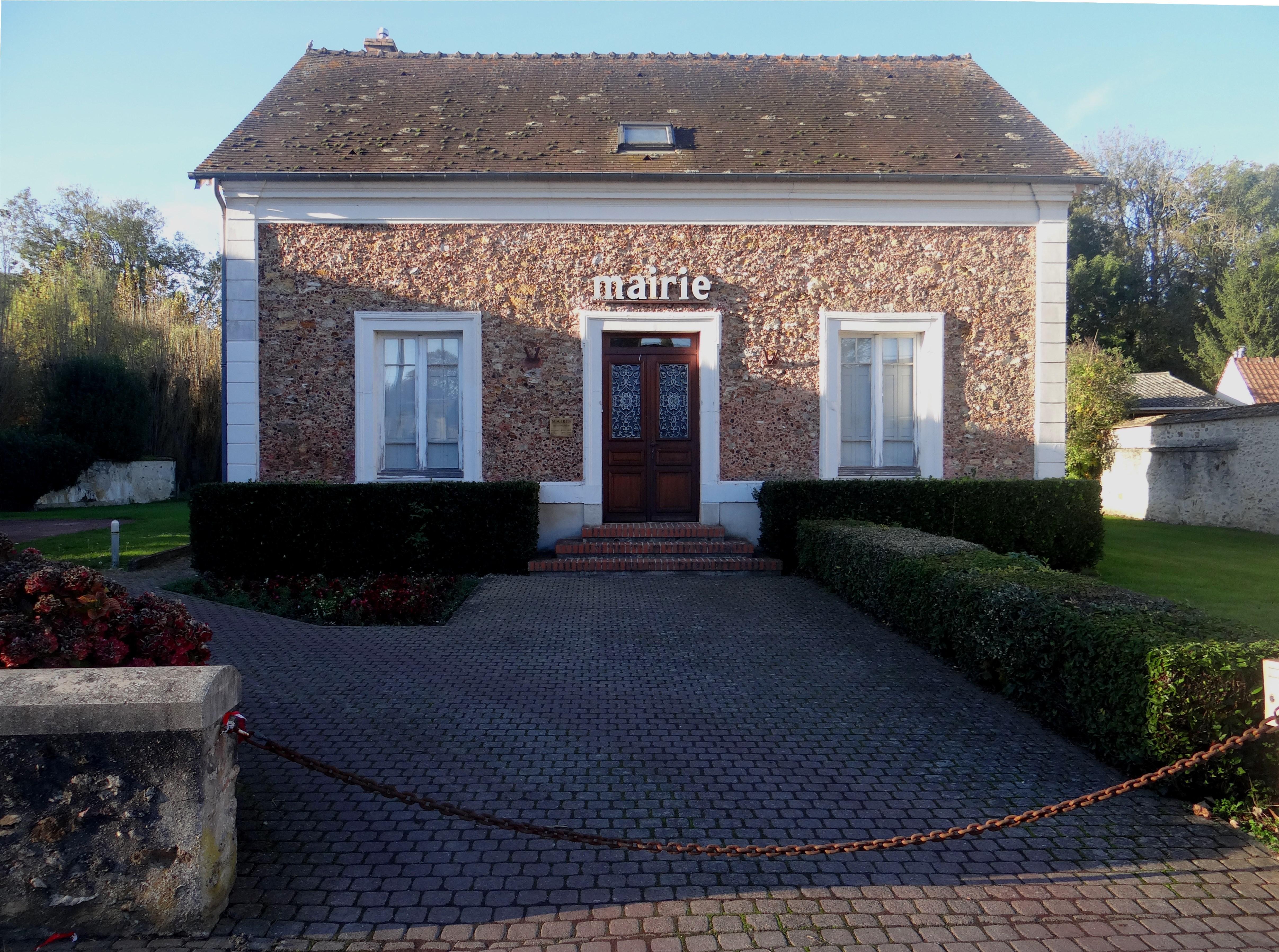
Mairie (Gemeindeverwaltung)

Siehe: Liste der Monuments historiques in Andrezel